# Goupillières (Senna Marittima)
Goupillières è un comune francese di 434 abitanti situato nel dipartimento della Senna Marittima nella regione della Normandia.

## Società

### Evoluzione demografica
Abitanti censiti